# 短論
短論（たんろん、1967年7月21日 - ）は、日本の俳優。
東京都板橋区出身。しまだプロダクション所属。

## 人物・来歴
- 整体ボディケアセラピストの資格を持ち、ボディケアを得意とする。
- 他にも調理師免許や駐車監視員など多数の資格を持つ。
- 催眠術を特技としている。
- 一見すると強面なため、情報・バラエティー番組での再現ドラマに悪役として出演することが多い。

## 出演

### テレビドラマ
- 斉藤さん（2008年、日本テレビ）
- ハンチョウ〜神南署安積班〜 最終回（2009年、TBS）
- 警視庁捜査一課9係 最終回（2010年、テレビ朝日） - カメラマン 役
- キイナ〜不可能犯罪捜査官〜（2010年、日本テレビ）
- ごくせん（2010年、日本テレビ）
- ハンチョウ〜神南署安積班〜 シリーズ2（2010年、TBS） - ヤクザ 役
- 龍馬伝（2010年、NHK） - ゴロツキ 役
- ヘブンズ・フラワー The Legend of ARCANA（2011年、日本テレビ） - 中国人マフィア 役
- 悪党〜重犯罪捜査班 最終回（2011年、テレビ朝日） - ヤクザ 役
- 俺の空（2011年、テレビ朝日）
- 特捜9 第2話（2019年、テレビ朝日） ‐ 磯崎駅長 役
- 大岡越前 5 （2020年、NHKBS) 第5話 留吉 役
- 今野敏サスペンス 機捜235（2020年4月24日、テレビ東京）- 斉田 役
- おかしな刑事　第23作（2020年）テレビ朝日　ホール管理人役
- 笑ゥせぇるすまん #6「デトックスヒロイン」（Amazon Prime Video、2025年7月25日）コンビニ店員

### 情報・バラエティ（主に再現ドラマ出演）
- 解体新ショー（2008年、NHK）
- 爆報! THE フライデー（2012年-2015年、TBS） - チンピラ役 取り立て役 刑事役 他多数
- めちゃ×2イケてるッ! 濱口ドッキリ企画（2013年、フジテレビ） - 芸能事務所強面 役
- 天才リトル（2013年、フジテレビ） - 安岡力也 役
- すイエんサー（2013年、Eテレ） - デビル 役
- 得する人損する人（2014年、日本テレビ） - 居酒屋店主 役
- 櫻井有吉アブナイ夜会 高橋克典編（2014年、日本テレビ） - 監督 役
- 解決!ナイナイアンサー 旭道山編（2014年、日本テレビ） - スカウトマン 役
- ザ!世界仰天ニュース ダイエット企画（2014年、日本テレビ） - 父 役
- 情報プレゼンター とくダネ!（2015年、フジテレビ） - 犯人 役
- 天国からの遺言状 淡路恵子編（2015年、フジテレビ） - スナック客 役
- 世界一受けたい授業（2015年、日本テレビ） - ヤクザ
- チコちゃんに叱られる!(2023年、NHK）なぜ嘘を編 -チンピラ役　赤鬼役
- スクール革命!（2024年、日本テレビ）レポーター役
- ザ!世界仰天ニュース ダイエット企画（2025年、日本テレビ）ラーメン屋大将

### CM
- 大関株式会社 「ゴールド大関」実感編 感想編 驚き編
- ロッテ 「Fit's」 道路工事編
- ネスレ日本 「キットカット」 応援編
- サンヨーグループ 鳥取限定
- かっぱ寿司 マグロフェアー編
- SBIアラプロモ アラプラス
- テレビショッピング研究所 ダイレクトテレショップ「クリックベルト」
- コインチェック　焼き鳥屋　亭主役

### Vシネマ
- 極道 龍二（2011年） - 佐伯組員 役